# Famille von der Pahlen
Pour les articles homonymes, voir Pahlen.
La famille von der Pahlen (en allemand von der Pahlen, en russe : Пален - Palen) est une famille noble russe, lituanienne et suédoise d'origine germano-balte, installée au XVe siècle en Poméranie. Le premier membre connu de cette famille date de 1120 lorsque Johannes von der Pahlen devint gouverneur de Riga.
Le 18 septembre 1671, le roi Charles XI de Suède accorda le titre de baron à cinq frères de la famille et leurs descendants. En 1799, Paul Ier de Russie éleva Piotr Alexeïevitch Pahlen et ses descendants au rang de comte. Par décision du gouvernement de la Russie impériale, de 1855 à 1865, la plupart des membres de la famille Pahlen furent titrés baron de l'empire russe.

## Personnalités

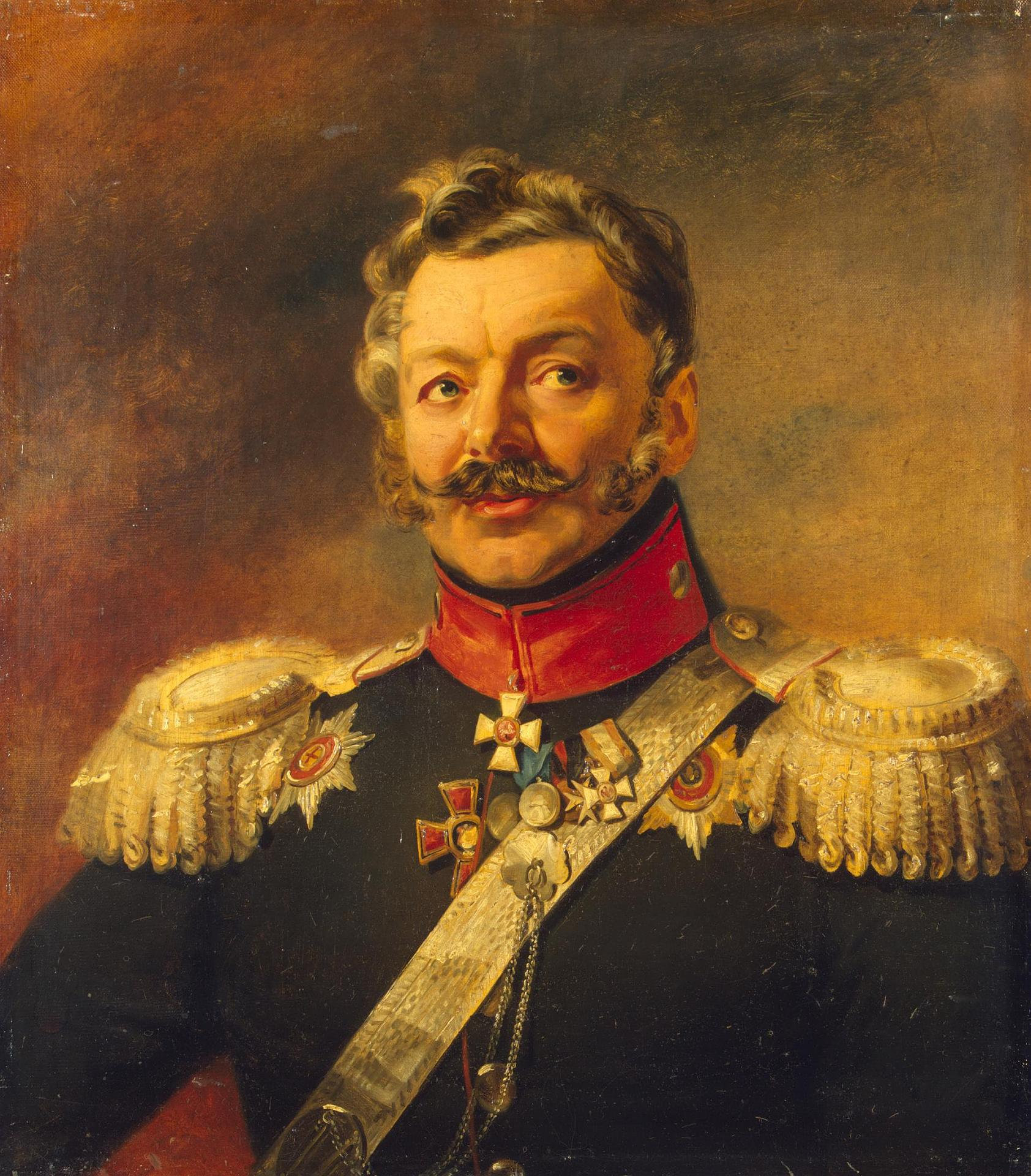
Comte Pavel Petrovitch Pahlen

- Arend Diedrich de Astrau, baron von Pahlen : (1706-1753). Propriétaire terrien et seigneur de Palmse (située à 80 kilomètres de Reval), de Kattentack et d'Aunack. Il est considéré comme le fondateur de la vaste bibliothèque de Pahlenschen Palmse du château de Palmse ;
- Hans von der Pahlen, baron d'Astrau : (1740-1817). Il servit dans l'Armée impériale de Russie, membre du Conseil privé, administrateur du gouvernement d'Estland, capitaine de cavalerie à la retraite, fils d'Arend Diedrich von der Pahlen, baron d'Astrau;
- Baron Matveï Ivanovitch Pahlen : (Karl Magnus von der Pahlen, baron von Astrau). (1776-1863). Général russe de cavalerie (1843), adjudant-général (1830), il prit part à la Campagne militaire russe menée contre l'armée napoléonienne (1806-1807), à la Guerre russo-suédoise de 1808-1809, à la Guerre russo-turque de 1806-1812, il se distingua également au cours de la Guerre patriotique (1812). En 1814, il participa à la Campagne de guerre menée en France : Soissons, Craonne (Aisne), Laon, La Croix, Reims, Saint-Dizier). Conseiller privé et sénateur (1828), membre du Conseil d'État (1845), gouverneur général de la Baltique (1830-1848), fils de Hans von der Pahlen, baron Astrau ;
- Alexander, baron von der Pahlen : (1819-1895). Homme politique du gouvernement d'Estland ;

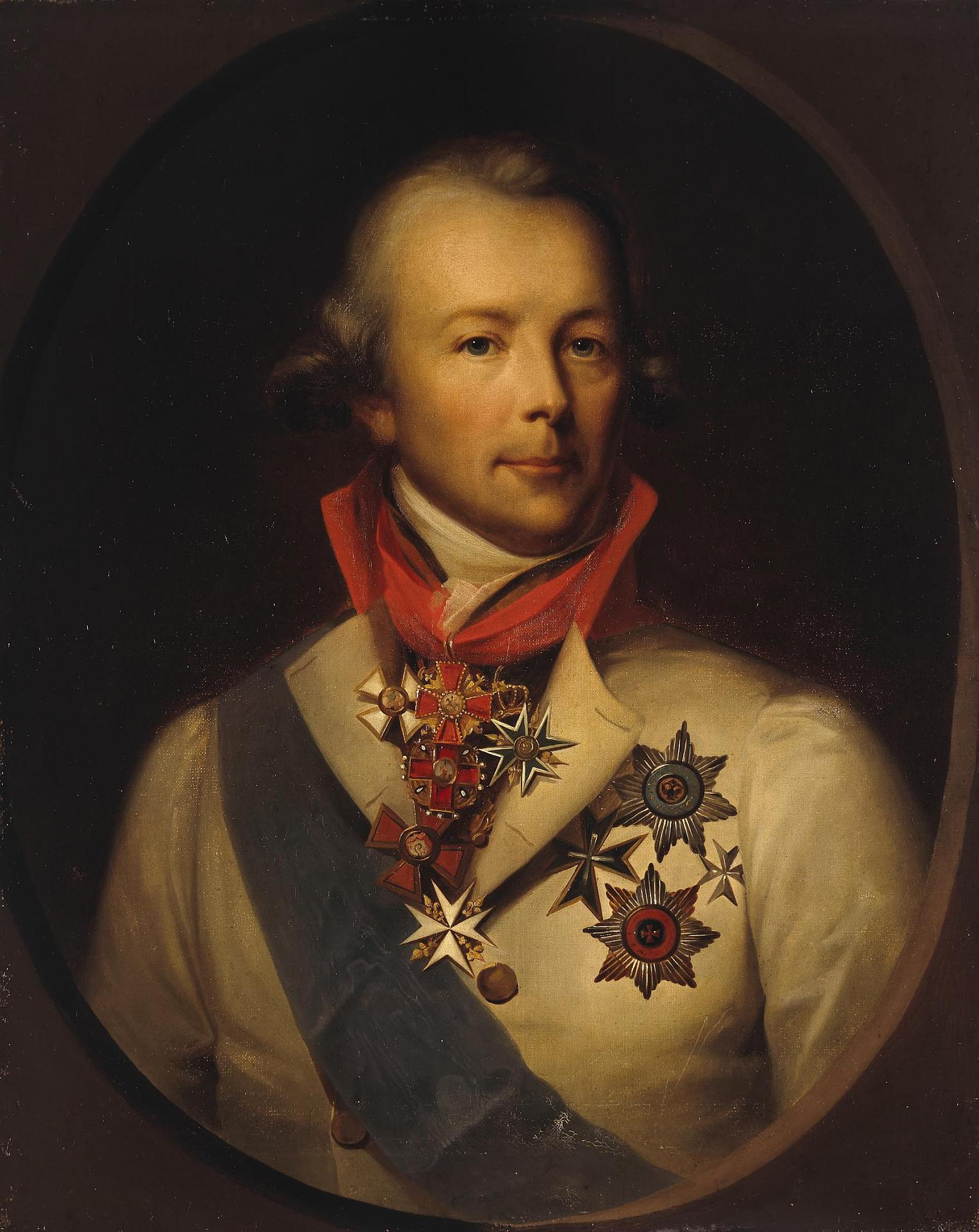
Comte Piotr Alexeïevitch Pahlen

- Alexis von der Pahlen : (1850-1925). Propriétaire terrien dans le gouvernement d'Estland, minéralogiste et paléontologue. Des fossiles très rares d'oursins portent son nom Bothriocidaris pahleni[1]
- Comte Piotr Alexeïevitch Pahlen : (en allemand : Peter Ludwig von der Pahlen). (1745-1826), probablement l'un des fils d'Arend Diedrich von Astrau, baron von der Pahlen, chef militaire russe, général de cavalerie, titré comte en 1799, il prit part à la Guerre russo-turque de 1787-1792. Gouverneur de Riga (1787), gouverneur de Courlande (1795), gouverneur militaire de Saint-Pétersbourg (1798-1801), membre du Conseil des Affaires étrangères (Ministère des Affaires étrangères), il fut l'un des organisateurs de l'assassinat de Paul Ier de Russie, Franc-maçon, il fut membre de la loge des "Amis réunis", avec le grade de Maître[2] ;
- Comte Pavel Petrovitch Pahlen : (Paul Karl Philipp Ernst Wilhelm von der Palhlen). (1775-1884). Général de cavalerie russe (1828), adjudant-général, héros de la Guerre de 1812, fils du précédent ;
- Comte Piotr Petrovitch Pahlen : (1778-1864). Général russe de cavalerie, il se distingua à la Guerre de 1812, à la Guerre russo-turque de 1828-1829, et pendant la répression menée contre la Révolution des Cadets (1830-1831) en Pologne, membre du Conseil d'État, membre du Conseil militaire, fils du comte Piotr Alexeïevitch Pahlen ;
- Comte Fiodor Petrovitch Pahlen : (1780-1863). Diplomate russe, gouverneur général de Nouvelle Russie, ministre plénipotentiaire, gouverneur des Principautés danubiennes (1828-1829), fils cadet du comte Piotr Alexeïevitch Pahlen ;
- Comte Johannes von der Pahlen : (1784-1856) ;
- Comte Karl Johann von der Pahlen : (1824-1907) ;

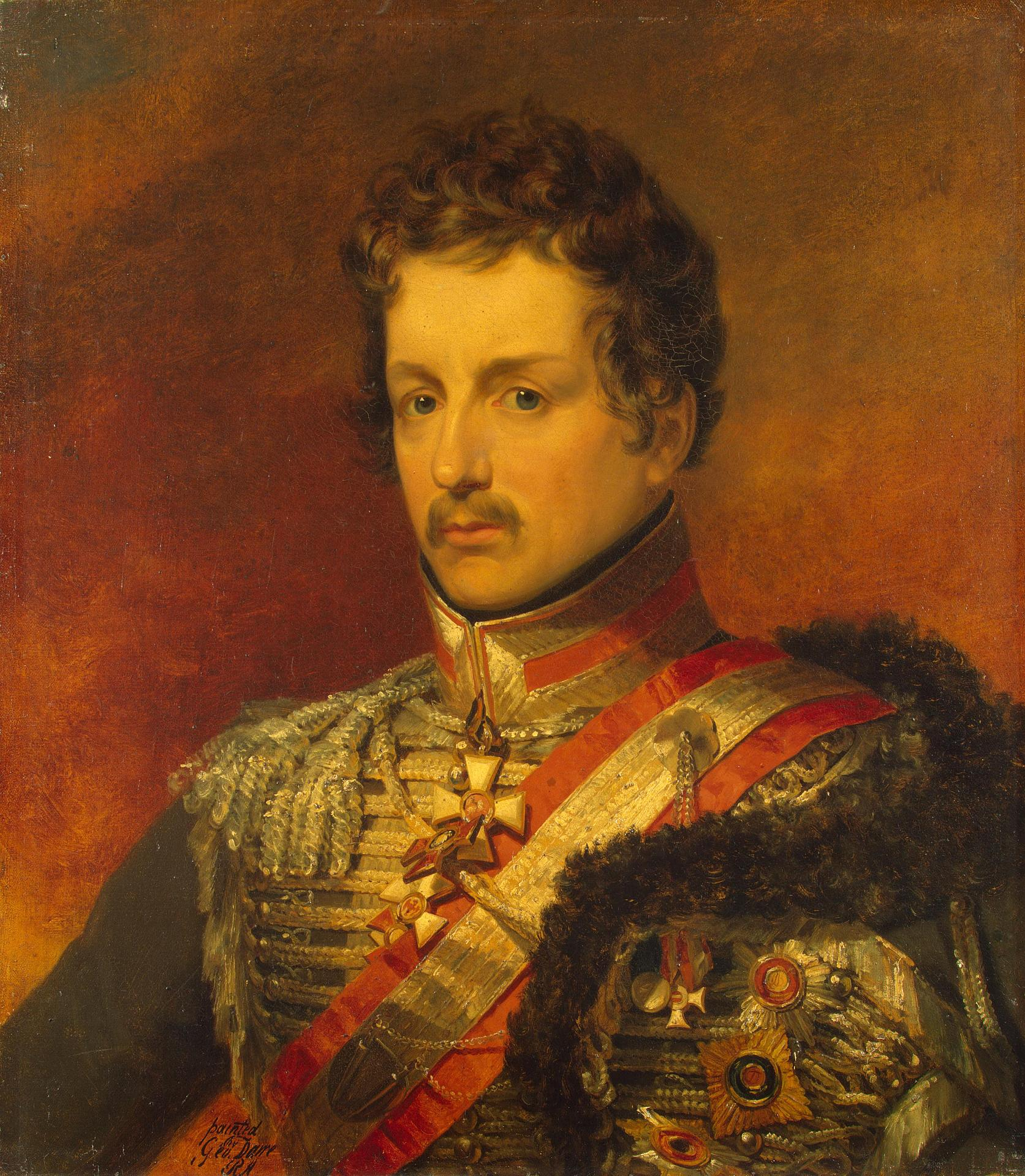
comte Piotr Petrovitch Pahlen

- Baron Dimitri Petrovitch Pahlen : (Dietrich von der Pahlen). Officier dans l'Armée impériale de Russie, il fut l'ami de l'écrivain Lermontov[3];
- Comte Konstantin Ivanovitch Pahlen : (1833-1912). Homme d'État, général russe, Il fut l'un des héros du Siège de Sébastopol, gouverneur de Pskov, (1864) ministre de la Justice (1867-1878), membre du Conseil d'État. Petit-fils du comte Piotr Alexeïevitch Pahlen ;
- Comte Alexeï Petrovitch Pahlen : (1874-1938)[4] Lieutenant-général de cavalerie. Il prit part à la Première Guerre mondiale, en 1918, il rejoignit l'Armée blanche. Il fonda et dirigea le Conseil de l'Ouest du gouvernement russe à Mitau;
- Baron Emmanuel von der Pahlen : (1882-1952). Astronome allemand né à Saint-Pétersbourg, mais émigré en Allemagne après la Révolution de 1917. Un cratère sur la lune porte son nom. En 1947, il publia Einführung in die Dynamik von Sternsystemen, ouvrage de 241 pages sur les galaxies ;
- Woldemar, baron von der Pahlen : (1815-1861). Colonel ;
- Anatol, baron von der Pahlen : (1854-1904);
- Serge, comte de Pahlen (1945 - vivant), ingénieur et éditeur français résidant en Suisse, mari de Margherita Agnelli[5].

## Notes et références

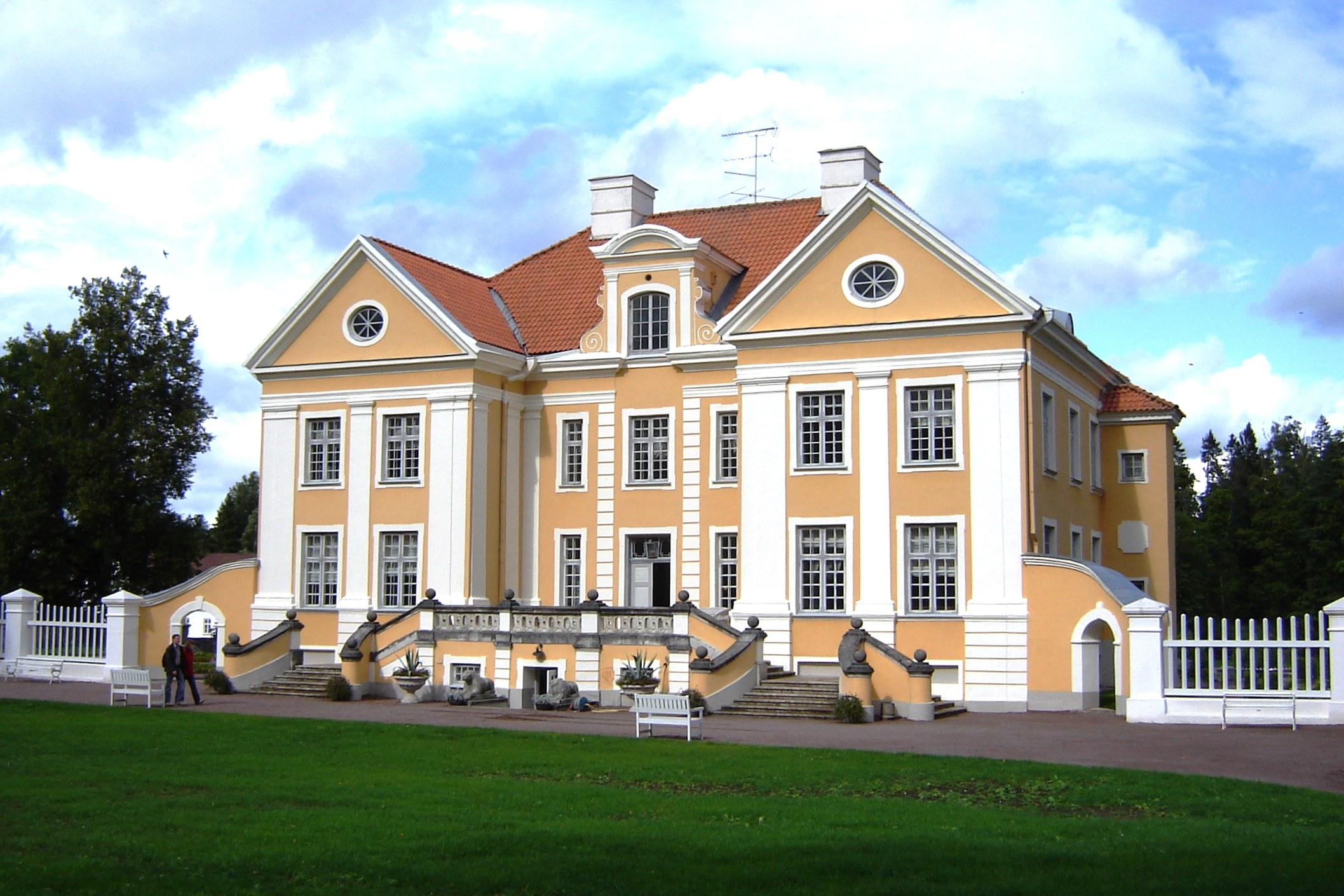
Château de Palmse